# Turanogryllus lindbergi
Turanogryllus lindbergi är en insektsart som först beskrevs av Lucien Chopard 1960.  Turanogryllus lindbergi ingår i släktet Turanogryllus och familjen syrsor. Inga underarter finns listade i Catalogue of Life.